# Bröms, Luleå kommun
Bröms är en bebyggelse sydost om Råneå i Luleå kommun, Norrbottens län. Mellan 1995 och 2005 avgränsade SCB här en småort benämn Rånbyn. Vid avgränsningen 2020, men ej 2023, klassades bebyggelsen åter som en småort, men utan namnet Rånbyn. 